# Sarstoon (otok)
Sarstoon je riječni otok na najjužnijoj točki Belizea. Nalazi se na rijeci rijeke Sarstoon, koja čini južni dio granice Belizea i Gvatemale, oko 1 km od njenog ušća u Karipsko more. Administrativno, otok pripada okrugu Toledo, jednom od 6 okruga u Belizeu. Otok je uglavnom močvara mangrova i nenaseljen je. Pokriva otprilike 0.68 km2.

## Teritorijalni spor
Otok Sarstoon bio je središte teritorijalnog spora između Belizea i Gvatemale, a Gvatemala je nedavno polagala pravo na otok. Gvatemalske oružane snage (GAF) rutinski patroliraju vodama otoka Sarstoon i ilegalno ulaze u vode Belizea dok sprječavaju civile iz Belizea da slobodno prolaze područjem koje pripada Belizeu. Bilo je raznih incidenata poput ovih posljednjih godina od 2015. do danas, a posebno su ih dokumentirali Belize Teritorial Volunteers i njihov vođa Wil Maheia.
Prema Ugovoru Wyke-Aycinena iz 1859., "svi otoci koji se mogu naći [unutar rijeke Sarstoon] pripast će onoj stranci na čijoj se strani glavnog plovnog kanala nalaze." Godine 1860., povjerenici za Britanski Honduras (sada Belize) i Gvatemalu istraživali su rijeku Sarstoon i otkrili da struja rijeke uglavnom prolazi južno od otoka, čineći otok Sarstoon dijelom teritorija Britanskog Hondurasa. Iz rezultata istraživanja sastavljena je karta koja pokazuje granicu duž južnog kanala. Oba povjerenika potpisala su kartu 13. svibnja 1861., potvrđujući da su granice prikazane na njoj točne. Gvatemala je kasnije raskinula sporazum, tvrdeći da Ujedinjeno Kraljevstvo nije ispunilo uvjete ugovora.

## Planovi za izgradnju vojne baze
Godine 2015., vlada Belizea objavila je svoje namjere da izgradi isturenu operativnu bazu za Obalnu stražu Belizea na otoku Sarstoon. Međutim, zbog logističkih problema, vlada je odlučila izgraditi bazu na kopnu.